# Centrale nucléaire de Three Mile Island
La centrale nucléaire de Three Mile Island est située dans l'état de Pennsylvanie à l'Est des États-Unis. Elle a été définitivement arrêtée le 20 septembre 2019,. Mise en service en 1974, elle a subi un accident le 28 mars 1979. Cet accident a été classé au niveau 5 de l'échelle internationale des événements nucléaires (INES).
Elle est composée de deux unités distinctes TMI-1 (Three Mile Island 1) et TMI-2 (Three Mile Island 2). C'est dans cette seconde unité qu'eut lieu l'accident nucléaire de Three Mile Island en 1979.

## Three Mile Island Unit 1
Three Mile Island Unit 1 est un réacteur à eau pressurisée conçu par Babcock and Wilcox avec une capacité de production nette de 802 MWe. Le coût de construction initial était de 400 millions de dollars américains. Cette unité a été raccordée au réseau électrique le 19 avril 1974 et a commencé ses opérations commerciales le 2 septembre 1974. TMI-1 est autorisée à être exploitée pendant 40 ans à compter de sa première exécution.
Quand TMI-2 a subi son accident en 1979, TMI-1 a été déconnectée du réseau. Elle a été remise en ligne en octobre 1985, malgré l'opposition du public, plusieurs injonctions des tribunaux fédéraux, et des complications techniques et réglementaires.
En 2009, son autorisation d'exploitation a été prolongée de 20 ans, soit jusqu'au 19 avril 2034. Cependant, le site étant déficitaire depuis plusieurs années, l’exploitant décide d'en arrêter l'exploitation le 20 septembre 2019.
Le 20 septembre 2024, la société Microsoft annonce un partenariat avec l'exploitant de la centrale pour redémarrer Three Mile Island Unit 1. Ce redémarrage , planifié pour 2028, se fait dans l'objectif de compenser la consommation énergétique des services basés sur l'Intelligence artificielle.

## Three Mile Island Unit 2
Three Mile Island Unit 2 est également un réacteur à eau pressurisée construit par Babcock and Wilcox, semblable à l'unité 1 mais d’une puissance légèrement supérieure (906 MWe, contre 802 MWe pour TMI-1). L'unité 2 a reçu sa licence d'exploitation le 8 février 1978, et a commencé l'exploitation commerciale le 30 décembre 1978.

### L'accident

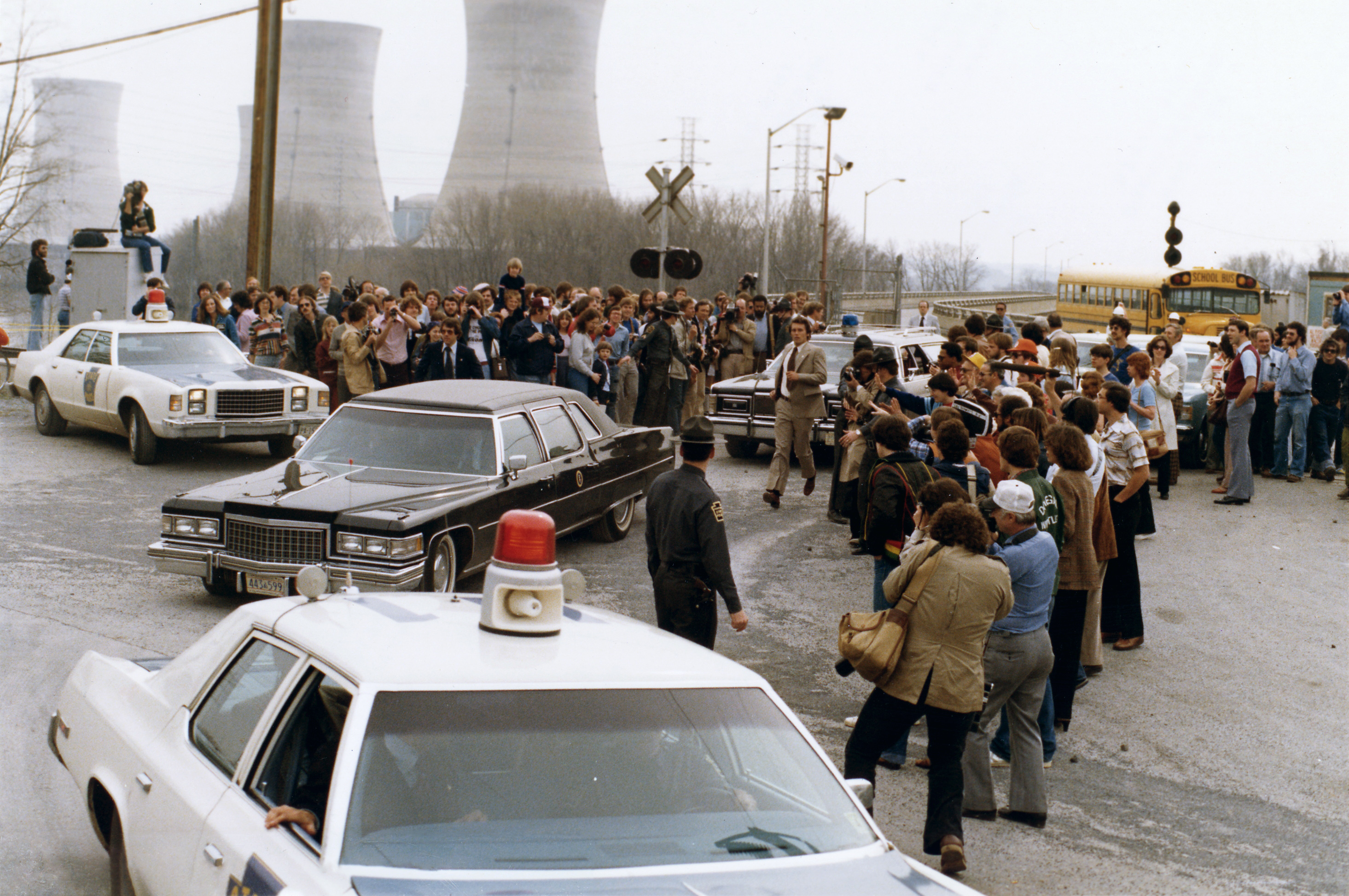
Jimmy Carter, alors président, en visite à la centrale nucléaire de Three Mile Island quelques jours après l'accident.

Le 28 mars 1979, un dysfonctionnement du système de refroidissement a provoqué une fusion partielle du cœur du réacteur. Cet accident de perte de réfrigérant primaire a entraîné le rejet d'une quantité de radioactivité estimée à 43 000 curies (1,59 PBq) de krypton 85 (demi-vie 10 ans), et moins de 20 curies (740 GBq) d'iode 131 (demi-vie 8 jours), dans l'environnement.
L'industrie nucléaire affirme que cet accident n'a provoqué ni décès, ni blessures ou effets néfastes sur la santé. Un rapport de l'université Columbia soutient cette conclusion, qui est également confirmée par l'analyse de cohortes du registre de cancérologie de Pennsylvanie , et par la communauté scientifique internationale, selon l'UNSCEAR,. Une autre étude, réalisée par Steven Wing de l'université de Caroline du Nord, a constaté que les taux de cancer du poumon et de leucémie ont été de 2 à 10 fois plus élevés dans les zones que les masses d'air ont traversées après être passées au-dessus de TMI que dans les autres zones[réf. souhaitée]. Le Radiation and Public Health Project, une organisation antinucléaire, fait état d'un pic de mortalité infantile dans les collectivités situées en aval, deux ans après l'accident[réf. souhaitée].
La nouvelle de l'accident a été largement diffusée au niveau international et a eu des effets profonds sur l'opinion publique, en particulier aux États-Unis. Le Syndrome chinois, un film sur une catastrophe nucléaire, sorti dans les salles le 16 mars 1979, soit 12 jours avant la catastrophe, a rencontré un grand succès[réf. souhaitée].

### Après l'accident

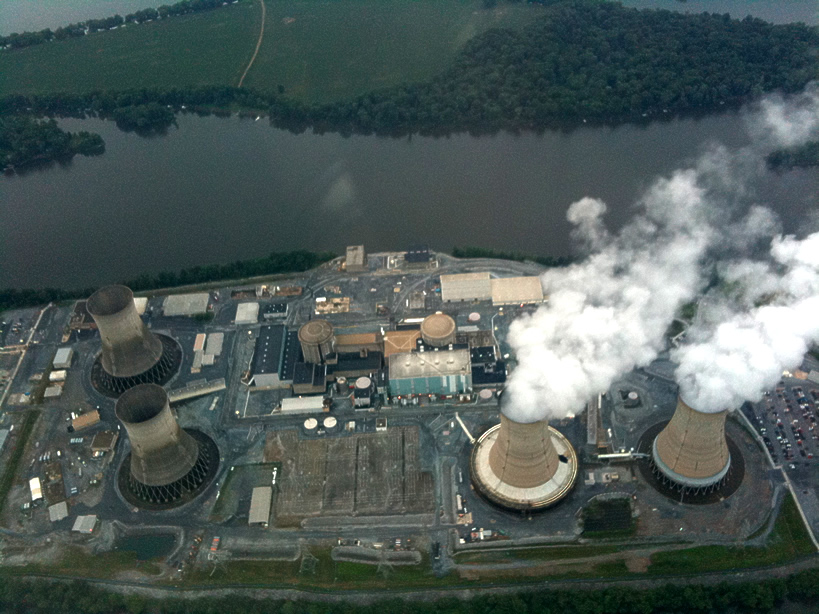
Photo de la centrale prise le 6 juin 2010. Les tours du réacteur no 1 en fonctionnement émettent de la vapeur d'eau. Le réacteur no 2 est arrêté.

Le réacteur 1 de TMI est soumis à de nouvelles normes techniques et refémarre en 1985.
Selon Exelon Corporation (le nouvel exploitant de la centrale), beaucoup de gens sont surpris quand ils apprennent que Three Mile Island produit encore de l'électricité, soit suffisamment pour alimenter 800 000 ménages, à l'aide de ce réacteur.
Le 22 janvier 2010, des fonctionnaires de la Commission de réglementation nucléaire ont annoncé que le générateur électrique de l'unité 2 sera utilisé à la centrale nucléaire de Shearon Harris, New Hill, Caroline du Nord. Les travaux préliminaires sont en cours pour déplacer ce générateur. Il a été transporté en deux parties, d'un poids total de 670 tonnes en novembre 2010. Le réacteur TMI-2 était stoppé depuis la fusion partielle en 1979.

## Après la fermeture
En fonctionnement normal, Three Mile Island employait 675 personnes, dont 300 environ vont demeurer sur le site lors de la première phase de démantèlement. Ce nombre devrait tomber à 50 à partir de 2022.
Le démantèlement des éléments principaux, notamment les tours de refroidissement, ne débutera qu'en 2074, soit un siècle après la mise en service initiale.

## Culture

### Vidéo
- Panique à la Centrale : Three Mile Island -  2022 documentaire Netflix de Kief Davidson

### Livres
- La Presqu'île au nucléaire : Three Mile Island, Tchernobyl, Fukushima... et après ? 2014 de Françoise Zonabend (Odile Jacob)

- L'Accident de la centrale nucléaire de three mile island (Risques technologiques) 1999 de Michel Llory (L'Harmattan)

### Film
- La centrale nucléaire de Three Mile Island sert de base d'opération à William Stryker dans le film X-Men Origins: Wolverine.

### Chanson
- L'accident nucléaire de Three Mile Island est le sujet de la chanson Harrisburg du Groupe de rock australien Midnight Oil, dans l'album Red Sails in the Sunset sorti en 1984.